# Magic (software)
Magic è uno strumento per il layout VLSI dei circuiti integrati in origine scritto John Ousterhout ed i suoi studenti laureati all'Università di Berkeley nel 1980.
Magic continua ad essere popolare perché software libero e gratuito distribuito sotto la "Berkeley open-source license", facile da usare e da implementare con funzionalità specializzate. La versione stabile attuale è la 7.5, ma le versioni 6.x sono ancora largamente usate.
Le funzionalità di Magic sono la progettazione Sistema real-time e la verifica in tempo reale, cosa che alcuni costosi pacchetti software commerciali di VLSI design non possiedono. 
Magic implementa questa funzione contando la distanza utilizzando la distanza di Manhattan (Manhattan distance) piuttosto che la distanza euclidea, che è molto più veloce da calcolare.
Magic attualmente gira sotto Linux, anche se le versioni esistono per DOS, OS/2, e altri sistemi operativi. Magic è frequentemente usato in abbinamento con IRSIM e altri programmi di simulazione.